# Bense (Dominica)
Bense ist ein Ort im Norden von Dominica. Die Gemeinde liegt im Parish Saint Andrew.

## Wirtschaft und Infrastruktur
Die Hauptindustrie der Ortschaft ist Landwirtschaft. In Bense befinden sich eine Kirche der Siebenten-Tags-Adventisten und eine der Baptisten. Auch eine Grundschule mit rund 50 Schülern und eine Vorschule mit 15 Schülern sind im Ort angesiedelt.

## Geographische Lage
Bense liegt südöstlich von Anse-de-Mai und westlich von Calibishie.